# Aspropaxillus candidus
Aspropaxillus candidus (Bres.) M.M. Mose  – gatunek grzybów z rodziny gąskowatych (Tricholomataceae). W Polsce nie występuje. Rośnie na łąkach górskich. 

## Systematyka i nazewnictwo
Pozycja w klasyfikacji według Index Fungorum: Aspropaxillus, Tricholomataceae, Agaricales, Agaricomycetidae, Agaricomycetes, Agaricomycotina, Basidiomycota, Fungi.
Synonimy:
- Clitocybe candida Bres. 1882
- Leucopaxillus candidus (Bres.) Singer, 1939

W niektórych atlasach grzybów opisany jest pod polską nazwą lejkówka śnieżysta lub białokrowiak śnieżysty.

## Morfologia
Kapelusz
Średnica kapelusza 10–25 cm. Kolor kapelusza biało śnieżysty.
Trzon
Biały, dość gruby.
Blaszki
Szarawe.

## Zastosowanie
Grzyb jadalny i smaczny.